# Tratado de Fontainebleau (1679)

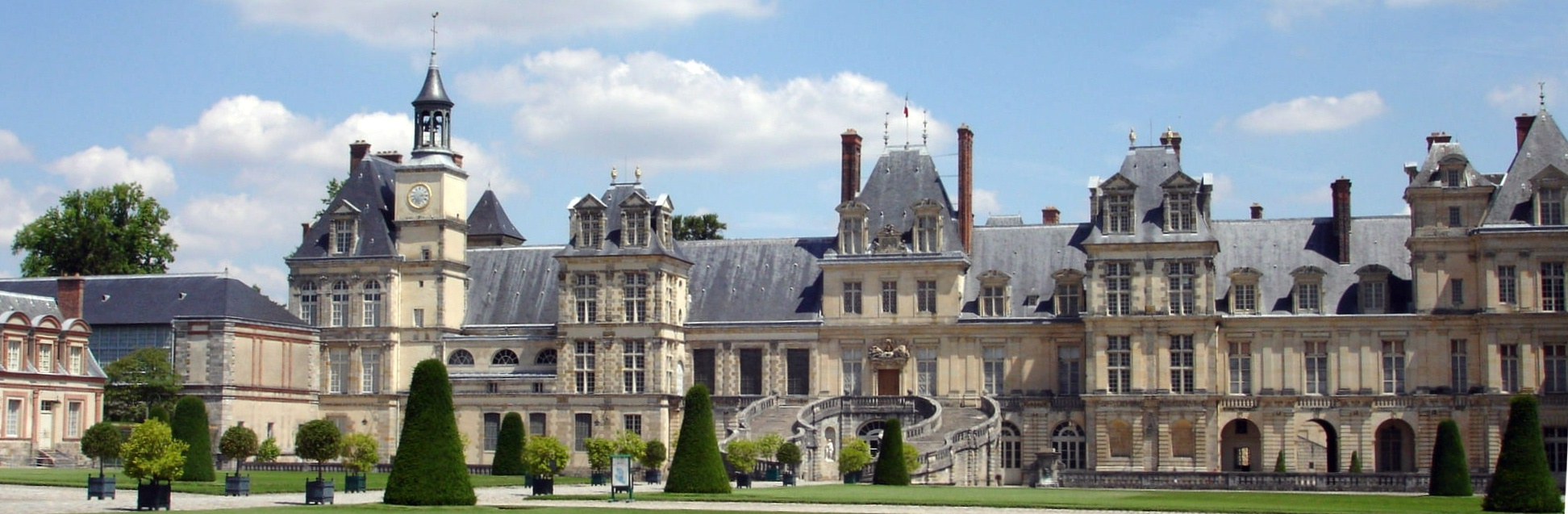
Castillo de Fontainebleau.

El Tratado de Fontaineblau lo firmaron el 2 de septiembre de 1679 en el palacio homónimo los representantes del rey de Dinamarca y Noruega Cristián V y los del de Suecia, Carlos XI, bajo la presión de Luis XIV de Francia, aliado de los suecos. Puso fin a la guerra de Escania (1675-1679).

## Disposiciones
En el tratado se estipuló que Suecia debía recobrar todos los territorios que había perdido durante la guerra (la mayoría, situados en el norte de Alemania: entre otros, Holstein-Gottorp, Rügen y parte de Pomerania) y que la situación territorial debía volver a lo dispuesto en el Tratado de Copenhague (1660) de 1660. Fue completado y detallado en la posterior Paz de Lund del 26 de septiembre del mismo año. Ninguno de los firmantes obtuvo el control del mar Báltico, que había sido uno de sus objetivos desde el inicio de la contienda. Esta paz fue confirmada en 1680 mediante el casamiento del rey de Suecia con Ulrica Leonor, hermana de Federico III de Dinamarca.